# Епикур
Епикур (на гръцки: Ἐπίκουρος) е древногръцки философ, основоположник на епикурейството.

## Живот
Епикур е роден в селището Гаргет, близо до Атина, през 341 пр.н.е.. Заедно с една атинска колония родителите му се преселват на о. Самос, където баща му упражнява известно време професията на учител.
През 324 или 323 пр.н.е. Епикур се завръща в Атина. Неговото образование започва при платоника Памфил. От Навистан – последовател на Демокрит, се запознава с атомистичното учение. Установява близки отношения с Ксенократ и Теофаст, чрез които се запознава с идеите на Платон и Аристотел. След това е преподавател в различни селища (Колофон, Митилена, Лампсак) на Мала Азия, където спечелва привърженици за атомистичното учение.
През 306 пр.н.е. се завръща отново в Атина, където прекарва останалата част от живота си. Основава философска школа, известна под името „Градината на Епикур“, на входа на която стоял надписът: „Гостенино, тук ще прекараш добре времето си; тук е върховното благо – удоволствието“. Тя е организирана на демократичен принцип: в нея се допускат представители на различни прослойки, а също и жени.
Епикур умира през 270 пр.н.е.

## Идеи и творчество
Приписва му се авторството на около 300 трактата, някои от които озаглавени „За телата и пустотата“, „За образите“, „За боговете“ и пр. Главното му произведение е „За природата“ и обхваща 37 книги.
Епикур продължава и доразвива учението на Демокрит, като го налага за основна насока в античната философска мисъл. Благодарение на него то оставя дълбоки следи в културната история на човечеството.
В епикурейството са обособени три основни области: физика, логика и етика.
Като основни принципи на епикурейската физика се приемат т.нар. „прости тела“, т.е атомите, и пустотата, в която и чрез която се осъществяват движението и многообразието в действителността. Възгледът за елементарните частици подчертава материалното единство на света. Специфичен елемент от учението на Епикур е предположението за отклонението като най-съществено свойство на движението на атома.
Против фатализма на Демокрит Епикур подчертава значението на свободата и на духовните прерогативи на личността. Светът е безкраен във времето и пространството и подчинен на обективните закони на „природната необходимост“. Той обосновава рационалистичния етически атеизъм, поставящ под съмнение вярата във всемогъществото на боговете. Премахването на страха пред боговете и смъртта засилва стремежа на индивида към самоусъвършенстване и самоутвърждаване.
В логиката Епикур отстоява принципите на материалистичната гносеология, подчертава обективния смисъл на познанието. Нейна специфика е ясно подчертаният сенсуализъм, изразен по-късно в прочутото положение: „ Няма нищо в разума, което по-рано да не е било в усещането.“ Усещането, общото понятие и чувствата са трите главни критерия за истината и за вярното насочване на практическата дейност на човека.

### Етиката на Епикур
| „        | „Смъртта: когато ние сме, нея я няма; когато тя е, ние не сме.“ | “ |
| – Епикур |                                                                 |   |

Епикурейската етика, с която по традиция най-често се свързва творчеството на мислителя, е отрицание на стоическия фатализъм и мистичните тенденции, на прекомерния аристократизъм, апатията на скептицизма и отчуждението на кинизма. Тя сочи основанията на разумното съществуване, съобразно с непоклатимите закони на света и коренните интереси и естествените потребности на индивида. Според Епикур удоволствието и страданието са относителни определения на моралното съзнание: не всяко удоволствие осмисля адекватно човешкото битие и не всяко страдание трябва да се избягва. Удоволствието е оправдано, ако премахва страданието. Удоволствията са елемент от щастието на човека, ако са природосъобразени и биологично абсолютно необходими. И пред фактите на сетивността атомистът придава предпочитание на духовните мотиви. Той апелира към умереност, схваната като хармоничност в поведението, единство между личностните мотиви и обективните условия. Според Епикур знанието е най-дълбоката и трайна основа на нравствения идеал. Не е възможно човек да живее приятно, ако подобно съществуване не е разумно. Нравствено-етичната цел предполага висока интелектуалност на духа. Епикурейската етика е далеч от грубоматериалистичните и натуралистични разбирания за смисъла на човешкото битие и живота изобщо.
Дълбоко хуманистично по своята същност, учението на Епикур оказва изключително положителна роля в историята на философската мисъл.

### Философията на Епикур
Проповядва учение базирано върху търсенето на удоволствие, което да е съпроводено от умереност и благоразумие. Епикур се обявява срещу съдбата и нещастието. Природата, според него, е ръководена от случайността-разбирано като отсъствие на случайност. Само така е възможна свободата, без която хедонизмът няма смисъл да съществува. Епикур критикува религиозните митове, които според Епикур не са правели нищо друго освен да вгорчават живота на хората. Целта на човешкия живот е да доставяме и да се стремим към удоволствия, да избягваме болката, но винаги по разумен начин, избягвайки крайностите, които предизвикват страдания. Удоволствията на душата са по-висши от тези на тялото и те трябва да се задоволяват разумно, стремейки се да достигнат до едно благополучно, телесно и душевно състояние, наречено атараксия. Епикур критикува отричането на телесните удоволствия, аргументирайки се, че трябва да се търси метод чрез който да се задоволяват плътските наслади, когато това не води до страдание. Епикур смята, че философията трябва да бъде инструмент в полза на хората и че самоопознаването няма смисъл ако не се използва за търсене на щастието. Твърди също, че добро е всичко, което води до удоволствие, а удоволствието е началото и края на щастливия живот. То трябва да бъде умерено, контролирано и разумно. Епикур дефинира удоволствието, като задоволяване на нуждите на тялото и спокойствието на душата.